# Сергиевский, Алексей Викторович
Алексей Викторович Сергиевский (род. 28 августа 1974, Москва) — советский и российский хоккеист, мастер спорта России. Тренер.

## Биография
Воспитанник московского «Спартака», первый тренер Владимир Кузнецов. Играл за команды «Корд» Щёкино (1991/92), «Буран» Воронеж (1992/93 — 1993/94), «Авангард» Омск (1993/94 — 1994/95), «Спартак» Москва и «Заполярник» Норильск (1994/95), «Молот» Пермь (1995/96 — 1996/97), «Дизелист» Пенза (1997/98), «Крылья Советов» (1998/99), «Витязь» Подольск / Чехов (1999/2000 — 2006/07), «Химик» Воскресенск (2006/07).
Окончил ГЦОЛИФК (2010).
Детский тренер в школах «Пингвины» (2007—2012), «Витязь» (2013—2020), Академия Михайлова (2020—2022), Московская академия хоккея (2022—2023), «Русь» (с 2023).
Сын Ярослав (род. 2000) также хоккеист.